# William Penbygull
William Penbygull ist ein spätmittelalterlicher Philosoph aus Oxford, der zu den Anhänger John Wyclifs, also den sogenannten „Oxforder Realisten“ gezählt wird.
Penbygull war 1399 Schüler am Exeter College in Oxford, wo er seinen Magister erwarb; 1406 bis 1407 war er dort Rektor. Am 28. Februar 1410 erhielt er die Befugnis, in den Diözesen Bath und Wells zu predigen. Um 1417 wurde er Baccalaureus theologiae; wahrscheinlich starb er 1420 in Oxford.
In seinen Werken verteidigt er die Position Wyclifs und entwickelt darüber hinaus eine neuartige Theorie der Identität und der Prädikation überhaupt und löst damit einige Probleme der Theorie Wyclifs. Kritisch ediert ist nur sein  Tractatus de universalibus. Im Manuskript erhalten sind aber auch ein Kommentar zu Aristoteles’ Kategorienschrift, Divisio entis in praedicamenta sowie ein Kommentar zur Isagoge des Porphyrios.

## Werke
- De universalibus (On Universals), in: A.D. Conti: Teoria degli universali e teoria della predicazione nel trattato De universalibus di William Penbygull: discussione e difesa della posizione di Wyclif, in: Medioevo 8 (1982), 137–203, Edition 167–203.